# Эбенезер-плейс
Эбенезер-плейс (англ. Ebenezer Place) — улица в городке Уик (англ. Wick), расположенном в районе Кейтнесс на севере области Хайленд в Шотландии.
Улица появилась в 1883 году, когда было построено здание отеля Маккейз (англ. Mackays Hotel). В плане здание имеет форму вытянутой трапеции, и фасадом его является как раз самая маленькая сторона. Здесь расположен вход в «Бистро № 1» (англ. No 1 Bistro), являющееся частью отеля.
Эбенезер-плэйс является самой короткой улицей в мире на сегодняшний день. Этот факт отмечен в Книге рекордов Гиннесса, представители которой официально зарегистрировали новый рекорд в ноябре 2006 года. Длина улицы составляет 2,06 м (6 футов 9 дюймов).
До момента внесения в Книгу рекордов Гиннесса название улицы отсутствовало на картах города в силу того, что она не была видна в масштабах карт. Ранее самой короткой считалась улица Элгин-Плейс в городке Бейкэп в Ланкашире (Англия). Её длина составляет 5,2 м (17 футов).